# Școala politico-criminală
Școala politico-criminală este o școală a penalisticii ce a înflorit la începutul secolului al XX-lea, fiind parte a curentului eclectic din acea perioadă.
Printre principalii săi ideologi s-au numărat fondatorul acesteia, Franz von Liszt, alături de Adolphe Prins și Gérard Van Hamel. Aceștia vor întemeia, în 1889, Uniunea Internațională de Drept Penal, ce va funcționa până la 1914.

## Lucrări semnificative
- Lehrbuch des deutschen Strafrechts, 1905;
- Science pénale er droit positif, 1899;
- La défense sociale et les transformations du droit pénal, 1910;
- Enleidung tot de Studie van het Nederlandsche Strafrecht, 1889.